# ان‌جی‌سی ۱۸۰
ان‌جی‌سی ۱۸۰ (انگلیسی: NGC 180) نام یک کهکشان مارپیچی میله‌ای در صورت فلکی ماهی است.